# 非琴
非琴（1927年7月22日—1994年8月20日），本名潘痴云 ，又名小俞、俞玉，出生于河北沧洲，中国翻译家，是上海文联翻译家协会会员。

## 生平与家庭
非琴自幼喜爱文学，也喜欢国画。20多岁就开始与文学翻译结下了不解之缘，尤其对抒情散文方面的翻译，像着了魔似的执著地追求译文的尽量完美，尽量简明流畅而又忠实于原作者的风格。1945年潘以同等学历考入南京中央大学艺术系国画组，1949年毕业。1953年考入上海俄专（上海外国语大学的前身）。1955年就在《译文》杂志（后改名为《世界文学》）上发表了他的处女译作《夜行的驿车》。《夜行的驿车》的原作者是俄罗斯杰出散文家康斯坦丁·帕乌斯托夫斯基，从此他与这位著名作家结下了翻译情。1956年北京人民文学出版社主动约他合译《巴乌斯托夫斯基选集》（1957年出版），1983年2月再版。
1985年起，由上海译文出版社约稿，他用三年时间译了帕乌斯托夫斯基的代表作、一百多万字的《一生的故事》，后出版社因怕不“卖座”，时隔10年之久都未出版。独具慧眼的河北教育出版社于2001年出版了《一生的故事》，中国的读者才有幸读到非琴译的这部帕乌斯托夫斯基的代表作自传体长篇《一生的故事》。之前，非琴曾译了俄罗斯著名散文大师普里什文《大地的眼睛》一书中的一万多字发表在1980年第六期《世界文学》上，受到广大读者的好评，很多读者来信要求将《大地的眼睛》一书全部译出，于是他又译了20多万字。1992年天津百花文艺出版社出版时更名为《普里什文随笔选》，2005年再版。
非琴翻译陀思妥耶夫斯基的《罪与罚》一书1993年由南京译林出版社出版，2007年被上海文艺出版社收入“世界十大文学名著”丛书，在该书“编辑说明”中，特别强调该丛书坚持“名著配名译”。2007年第六期《世界文学》发表了非琴对文学翻译的见解《从“信、达、雅”谈起》。
非琴与李庆云（原籍昆明）于1959年结婚，李庆云是非琴上海外语学院（现在的上海外国语大学）的同学，婚后因处境所迫，未生孩子。李庆云早年毕业于云南大学外文系英语专业，毕业后曾在昆明求实中学、培文中学和美教会办的昆明天南中学任英语教师。1952年带工资调入上海外语学院学习俄语，1956年起在上海同济大学任外语教师直至退休。业余时与非琴合作做些翻译工作。《摆脱克格勃》《一生的故事》《奇人录》《丛林中的故事》等译著及多篇译文都是非琴去世后，由李庆云代其整理出版或发表的。

## 主要著作

### 译著
- 夜行的驿车[俄罗斯] 巴乌斯托夫斯基 1955年10月《译文》杂志
- 巴乌斯托夫斯基选集（合译）[俄罗斯] 1957年8月人民文学出版社
- 罗马故事[意大利]阿 · 莫拉维亚 1962年上海文艺出版社
- 爱情的最后一夜 · 战争的最初一夜[罗马尼亚]卡 · 彼得雷斯库 1984年11月上海译文出版社
- 苏联现代散文欣赏1986年4月上海同济大学出版社
- 玫瑰和雪（原名《祖国的炊烟》）[俄罗斯]巴乌斯托夫斯基 1987年9月江苏人民出版社
- 卡扎科夫散文选[俄罗斯] 1992年5月天津百花文艺出版社 ISBN 7-5306-0993-9 17万字
- 普里什文随笔选[俄罗斯] 1992年12月天津百花文艺出版社 ISBN 7-5306-1153-4 22.3万字
- 火烈鸟的长袜[乌拉圭]奥 · 基罗加 1993年浙江少儿出版社
- 罪与罚[俄国]陀思妥耶夫斯基 1993年7月南京译林出版社 ISBN 7-80567-249-0 48.5万字
- 贵族之家[俄国]屠格涅夫 1994年9月南京译林出版社 ISBN 7-80567-302-0 16万
- 摆脱克格勃[俄罗斯]卡巴京 1998年8月北京新华出版社 ISBN 7-5011-3958-X 18.5万字
- 奥 · 基罗加童话[乌拉圭] 1999年2月太原希望出版社 ISBN 7-5379-2314-0 5万字
- 一生的故事（1—6卷）[俄罗斯]帕乌斯托夫斯基 2001年1月河北教育出版社 ISBN 7-5434-3898-4 100万字
- 奇人录[俄国]尼 · 列斯科夫 2007年7月上海文艺出版社 ISBN 7-5321-3171-6 15万字
- 一生的故事（1—6卷）[俄罗斯]帕乌斯托夫斯基 2017年10月河北教育出版社ISBN 978-7-5545-3673-5 133万字
- 奇人录[俄国]尼 · 列斯科夫 2018年8月 河北教育出版社ISBN 978-7-5545-3668-1 17万字
- 普里什文随笔选[俄罗斯] 米·普里什文 2018年8月河北教育出版社ISBN 978-7-5545-3670-4 22万字
- 橡树林里的秋天[俄罗斯]尤·卡扎科夫 2018年8月河北教育出版社ISBN 978-7-5545-3669-8 19万字
- 贵族之家[俄国]伊·屠格涅夫  2018年8月河北教育出版社ISBN 978-7-5545-3671-1 17万字
- 罪与罚[俄国]陀思妥耶夫斯基 2018年8月河北教育出版社ISBN 978-7-5545-3672-8 50万字
- 游击队员[俄国]伏·伊万诺夫 2018年8月河北教育出版社ISBN 978-7-5545-3667-4 10万字
- 玫瑰和雪[俄罗斯]康·巴乌斯托夫斯基 2019年3月河北教育出版社ISBN 978-7-5545-4834-9 23万字
- 在美好和狂暴的世界上[俄国]安·普拉东诺夫等 2019年3月河北教育出版社ISBN 978-7-5545-4833-2 47万字

### 著作
- 梦幻人生 李庆云 非琴 2000年1月中国华侨出版社 ISBN 7-80120-376-3
- 非琴文艺杂谈 李庆云主编 2014年9月百花文艺出版社 ISBN 978-7-5306-6450-6